# Kriminalforsorgsforeningen
Kriminalforsorgsforeningen er en fagforening for civile ansatte (lærere og pædagoger bl.a.) i Kriminalforsorgen. Foreningen, som er stiftet i 1917, varetager medlemmernes interesser og deltager desuden aktivt i den offentlige debat omkring grundlæggende retspolitiske forhold, derunder de indsattes forhold og rehabilitering
. 

## Tilknytning til andre organisationer
- Statstjenestemændenes Centralorganisation af 2010 (CO10)
- FH (Kriminalforsorgsforeningen var tidligere medlem af FTF)

## Formand
Foreningens formand er John Hatting (siden 2005). 